# Petřvald (ort i Tjeckien, lat 49,71, long 18,16)
Petřvald är en ort i Tjeckien. Den ligger i den östra delen av landet, 270 km öster om huvudstaden Prag. Petřvald ligger 252 meter över havet och antalet invånare är 1 735.
Terrängen runt Petřvald är platt.Runt Petřvald är det tätbefolkat, med 659 invånare per kvadratkilometer. Närmaste större samhälle är Ostrava, 16,6 km nordost om Petřvald. Trakten runt Petřvald består till största delen av jordbruksmark.